# Йохан IX фон Зайн
Йохан IX фон Зайн (на немски: Johann IX von Sayn; * 1518; † 20 март 1560) е от 1529 г. граф на Зайн.
Той е син на граф Йохан VIII (V) фон Зайн (1491 – 1529) и графиня Отилия фон Насау-Саарбрюкен (1492; † 1 март 1554), най-възрастната дъщеря на граф Йохан Лудвиг фон Насау-Саарбрюкен (1472 – 1545) и първата му съпруга пфалцграфиня Елизабет фон Пфалц-Цвайбрюкен (1469 – 1500), дъщеря на пфалцграф и херцог Лудвиг I фон Пфалц-Цвайбрюкен. Брат е на Себастиан II (1520 – 1573) и на Елизабет (1529 – 1549), омъжена 1548 г. за Егинолф фон Раполтщайн (1527 – 1585).

## Фамилия
Йохан IX се жени 1538 г. за Елизабет фон Холщайн-Шауенбург (* ок. 1520; † 15 януари 1545), дъщеря на граф Йобст I фон Шауенбург (1483 – 1531) и графиня Катарина Мария фон Насау-Диленбург (1483 – 1547). Те имат децата:
- Адолф фон Зайн (1538 – 1568), граф на Салм, женен 1560 за Мария фон Мансфелд (1545 – 1588)
- Хайнрих (1539 – 1606), граф на Салм, женен 1574 за Юта фон Малинкродт († 1608)
- Херман (1543 – 1588), граф на Салм, женен 1571 за Елизабет фон Ербах (1542 – 1598)
- Магдалена (1542 – 1599), омъжена на 28 октомври 1571 г. за граф Карл фон Мансфелд-Хинтерорт († 1599)
- Елизабет († 17 март 1582), абатиса в Есен

Той се жени втори път 1549 г. за Анна фон Хоенлое-Валденбург (* 1520; † 7 март 1594), вдовица на Йохан VIII, вилд- и райнграф фон Кирбург-Мьорхинген (1522 – 1548), дъщеря на граф Георг I фон Хоенлое-Валденбург (1488 – 1551) и първата му съпруга Пракседис фон Зулц (1495 – 1521). Те имат дъщеря:
- Анна Амалия (1551 – 1571), омъжена на 27 юли 1567 г. за граф Георг III фон Ербах († 1605)